# Кампо-Энгельштейн, Лиза
Лиза Кампо-Энгельштейн — американский доктор философии, биоэтик и исследовательница фертильности и контрацепции. Работает в Медицинском отделении Техасского университета на кафедре гуманитарных наук в области медицины, директора Института биоэтики и гуманитарных наук в области здравоохранения и доцента в области профилактической медицины и здоровья населения. Кампо-Энгельштейн была включена в список 100 вдохновляющих и влиятельных женщин со всего мира Би-би-си за 2019 год.

## Биография
Кампо-Энгельштейн получила степень бакалавра в Миддлберийском колледже по двум специальностям: философии и медицине, с дополнительной специализацией в области социологии. Затем она получила степень магистра и доктора философии в Университете штата Мичиган по философии, уделяя особое внимание биоэтике и феминистской теории. После этого она получила постдокторскую стипендию в Консорциуме онкофертильности в Медицинской школе Фейнберга Северо-Западного университета.
Сосредоточив свои исследования на репродуктивной этике, сексуальной этике и квир-биоэтике, в настоящее время она опубликовала более 50 рецензируемых статей, более дюжины глав в книгах и стала соредактором трёх книг по репродуктивной этике. Кампо-Энгельштейн часто выступает на эти темы на национальном уровне, анонсируя свою работу в области мужских противозачаточных средств.
В 2019 году она обобщила проблемы, стоящие перед разработкой и использованием мужских противозачаточных таблеток. Помимо технических трудностей, есть вопросы, касающиеся того, может ли такая таблетка соответствовать важным для людей ценностям. Кампо-Энгельштейн считает, что после пятидесяти лет ожидания исследователи не должны ждать ещё пятьдесят лет, прежде чем выпустить мужскую контрацептивную таблетку.

## Популярные публикации
- Reproductive Ethics — New Challenges and Conversations
- Reproductive Ethics II: New Ideas and Innovations
- Oncofertility: Ethical, Legal, Social, and Medical Perspectives (Cancer Treatment and Research)